# Гушмаков, Николай
Николай Гушмаков — болгарский самбист, чемпион (1992), серебряный (1987, 1989) и бронзовый (1990) призёр чемпионатов Европы, серебряный (1986, 1988) и бронзовый (1989) призёр чемпионатов мира, участник чемпионата мира по самбо 1984 года в Мадриде (6-е место). По самбо выступал в полулёгкой (до 57 кг) и лёгкой (до 62 кг) весовых категориях. Тренировался в спортивном клубе города Панагюриште.